# مجلس الوزراء الكويتي 1971
مجلس الوزراء الكويتي 1971 أو الحكومة الكويتية السابعة أو حكومة جابر الأحمد الثالثة هي الوزارة رقم 7 في تاريخ دولة الكويت منذ الاستقلال عام 1961، تشكّلت في تاريخ 2 فبراير 1971، برئاسة ولي العهد الكويتي - آنذاك - الشيخ جابر الأحمد الجابر الصباح، واستمرت حتى 1 فبراير 1975.

## أعضاء مجلس الوزراء
- رئيس الوزراء: جابر الأحمد الصباح
- وزير التربية: جاسم خالد داود المرزوق
- وزير الشؤون الاجتماعية والعمل: حمد مبارك العيار
- وزير الأشغال العامة: حمود يوسف النصف
- وزير التجارة والصناعة: خالد سليمان العدساني
- وزير الأوقاف والشؤون الإسلامية: راشد عبد الله الفرحان
- وزير الداخلية ووزير الدفاع: سعد العبد الله السالم الصباح
- وزير الخارجية: صباح الأحمد الجابر الصباح
- وزير المالية ووزير النفط: عبد الرحمن سالم العتيقي
- وزير الصحة العامة: عبد الرزاق مشاري العدواني
- وزير الدولة لشؤون مجلس الوزراء: عبد العزيز حسين
- وزير البريد والبرق والهاتف: عبد العزيز عبد الله الصرعاوي
- وزير الكهرباء والماء: عبد الله يوسف أحمد الغانم
- وزير العدل: محمد أحمد عبد اللطيف الحمد